# Jarmo Saastamoinen
Jarmo Tapio Saastamoinen (ur. 20 września 1967 w Vantaa) – fiński piłkarz występujący na pozycji obrońcy.

## Kariera klubowa
Saastamoinen treningi rozpoczął w zespole TiPS. W sezonie 1985 został włączony do jego pierwszej drużyny, grającej w trzeciej lidze. W 1986 roku przeszedł do drugoligowego Reipasu. W sezonie 1986 awansował z nim do pierwszej ligi. Spędził w barwach Reipasu grał przez dwa sezony.
Następnie przeniósł się do innego pierwszoligowca, FC Kuusysi. Wraz z tym zespołem wywalczył dwa mistrzostwa Finlandii (1989, 1991) oraz dwa wicemistrzostwa Finlandii (1990, 1992). W 1995 roku przeszedł do szwedzkiego AIK Fotboll, gdzie spędził jeden sezon. Potem wrócił do Finlandii, gdzie również przez jeden sezon grał w FF Jaro.
W 1997 roku Saastamoinen został graczem klubu HJK. W sezonie 1997 zdobył z nim mistrzostwo Finlandii, a w sezonach 1998 oraz 2000 także Puchar Finlandii. W 2001 roku odszedł do Haki, gdzie po sezonie 2001, zakończył karierę.

## Kariera reprezentacyjna
W reprezentacji Finlandii Saastamoinen zadebiutował 22 października 1989 w wygranym 1:0 towarzyskim meczu z Trynidadem i Tobago. W latach 1989–2001 w drużynie narodowej rozegrał 21 spotkań.